# Temporada 1981-82 de los New Jersey Nets
La temporada 1981-82 fue la sexta de los New Jersey Nets en la NBA, tras la fusión de la liga con la ABA, donde había jugado nueve temporadas, y la quinta en su ubicación en Nueva Jersey. La temporada regular acabó con 44 victorias y 38 derrotas, ocupando el cuarto puesto de la conferencia Este, clasificándose para los playoffs, dond ecayeron en primera ronda ante los Washington Bullets.

## Elecciones en elDraft
| Ronda | Puesto | Jugador       | Posición  | Nacionalidad   | Universidad           |
| ----- | ------ | ------------- | --------- | -------------- | --------------------- |
| 1     | 3      | Buck Williams | Ala-Pívot | Estados Unidos | Maryland              |
| 1     | 10     | Albert King   | Escolta   | Estados Unidos | Maryland              |
| 1     | 18     | Ray Tolbert   | Ala-Pívot | Estados Unidos | Indiana               |
| 3     | 49     | David Burns   | Base      | Estados Unidos | Saint Louis           |
| 4     | 72     | Edmund Sherod | Base      | Estados Unidos | Virginia Commonwealth |
| 5     | 95     | Joe Cooper    | Pívot     | Estados Unidos | Colorado              |

## Temporada regular
| División Atlántico   | División Atlántico | División Atlántico | División Atlántico | División Atlántico | División Atlántico | División Atlántico | División Atlántico | División Atlántico |
| Equipo               | G                  | P                  | %                  | PD                 | Casa               | Fuera              | Div                |                    |
| -------------------- | ------------------ | ------------------ | ------------------ | ------------------ | ------------------ | ------------------ | ------------------ | ------------------ |
| y-Boston Celtics     | 63                 | 19                 | .768               | –                  | 35–6               | 28–13              | 20–4               |                    |
| x-Philadelphia 76ers | 58                 | 24                 | .707               | 5.0                | 32–9               | 26–15              | 16–8               |                    |
| x-New Jersey Nets    | 44                 | 38                 | .537               | 19.0               | 25–16              | 19–22              | 12–12              |                    |
| x-Washington Bullets | 43                 | 39                 | .524               | 20.0               | 22–19              | 21–20              | 7–17               |                    |
| New York Knicks      | 33                 | 49                 | .402               | 30.0               | 19–22              | 14–27              | 5–19               |                    |

## Playoffs

### Primera ronda
New Jersey Nets vs. Washington Bullets 
| Fecha       | Partido                                    | Ciudad          |
| ----------- | ------------------------------------------ | --------------- |
| 20 de abril | New Jersey Nets 83, Washington Bullets 96  | East Rutherford |
| 23 de abril | Washington Bullets 103, New Jersey Nets 92 | Landover        |
|             | Washington Bullets gana las series 2-0     |                 |

## Estadísticas
| Rk | Jugador             | Edad | P  | PT | MP   | TC  | TCI  | %TC  | T3  | T3I | %T3  | TL  | TLI | %TL  | RO  | RD  | RT   | AS  | RB  | TAP | BP  | FP  | PTS  |
| -- | ------------------- | ---- | -- | -- | ---- | --- | ---- | ---- | --- | --- | ---- | --- | --- | ---- | --- | --- | ---- | --- | --- | --- | --- | --- | ---- |
| 1  | Buck Williams       | 21   | 82 | 82 | 34.5 | 6.3 | 10.7 | .582 | 0.0 | 0.0 | .000 | 3.0 | 4.7 | .624 | 4.2 | 8.0 | 12.3 | 1.3 | 1.0 | 1.0 | 2.9 | 3.5 | 15.5 |
| 2  | Ray Williams        | 27   | 82 | 69 | 33.3 | 7.8 | 16.9 | .462 | 0.1 | 0.7 | .167 | 4.7 | 5.7 | .832 | 1.4 | 2.5 | 4.0  | 6.0 | 2.4 | 0.5 | 3.5 | 3.7 | 20.4 |
| 3  | Otis Birdsong       | 26   | 37 | 22 | 27.7 | 6.1 | 13.0 | .469 | 0.0 | 0.3 | .000 | 2.0 | 3.4 | .583 | 0.8 | 1.8 | 2.6  | 3.4 | 0.8 | 0.1 | 1.7 | 2.0 | 14.2 |
| 4  | Len Elmore          | 29   | 81 | 70 | 25.9 | 3.7 | 8.0  | .460 | 0.0 | 0.0 |      | 1.7 | 2.1 | .794 | 2.1 | 3.4 | 5.4  | 1.2 | 1.1 | 1.1 | 1.7 | 3.5 | 9.1  |
| 5  | Darwin Cook         | 23   | 82 | 17 | 25.5 | 4.7 | 9.8  | .482 | 0.1 | 0.4 | .226 | 1.4 | 2.0 | .728 | 0.6 | 1.3 | 1.9  | 3.9 | 1.8 | 0.3 | 2.1 | 2.4 | 11.0 |
| 6  | Mike O'Koren        | 23   | 80 | 32 | 25.2 | 4.8 | 9.7  | .492 | 0.1 | 0.3 | .348 | 1.7 | 2.4 | .714 | 1.4 | 2.4 | 3.8  | 2.4 | 1.0 | 0.2 | 1.8 | 2.2 | 11.4 |
| 7  | Foots Walker        | 30   | 77 | 54 | 24.2 | 2.0 | 4.9  | .413 | 0.0 | 0.1 | .333 | 1.8 | 2.5 | .727 | 0.4 | 1.5 | 1.9  | 5.2 | 1.6 | 0.1 | 1.4 | 2.3 | 5.9  |
| 8  | Albert King         | 22   | 76 | 52 | 22.3 | 5.1 | 10.7 | .482 | 0.0 | 0.2 | .231 | 1.8 | 2.3 | .778 | 1.4 | 2.7 | 4.1  | 1.9 | 0.8 | 0.5 | 2.4 | 3.4 | 12.1 |
| 9  | Mike Woodson        | 23   | 7  | 0  | 20.7 | 4.3 | 9.7  | .441 | 0.0 | 0.1 | .000 | 3.3 | 4.6 | .719 | 0.7 | 1.1 | 1.9  | 2.3 | 1.0 | 0.3 | 1.3 | 3.0 | 11.9 |
| 10 | James Bailey        | 24   | 67 | 0  | 19.2 | 3.4 | 6.6  | .523 | 0.0 | 0.0 |      | 2.0 | 3.2 | .624 | 1.6 | 3.5 | 5.1  | 0.8 | 0.6 | 1.1 | 1.8 | 3.4 | 8.9  |
| 11 | Sam Lacey           | 33   | 54 | 6  | 12.0 | 1.2 | 2.8  | .430 | 0.0 | 0.0 | .000 | 0.5 | 0.6 | .771 | 0.4 | 1.5 | 1.9  | 1.4 | 0.4 | 0.7 | 1.0 | 2.5 | 2.9  |
| 12 | Mike Gminski        | 22   | 64 | 6  | 11.6 | 1.9 | 4.2  | .441 | 0.0 | 0.0 |      | 1.5 | 1.8 | .822 | 1.1 | 1.8 | 2.9  | 0.6 | 0.3 | 0.8 | 0.9 | 1.1 | 5.2  |
| 13 | David Burns         | 23   | 3  | 0  | 11.3 | 0.7 | 1.7  | .400 | 0.0 | 0.0 |      | 1.0 | 2.0 | .500 | 0.0 | 0.7 | 0.7  | 1.3 | 0.3 | 0.0 | 1.7 | 1.3 | 2.3  |
| 14 | Joe Cooper          | 24   | 1  | 0  | 11.0 | 1.0 | 2.0  | .500 | 0.0 | 0.0 |      | 0.0 | 0.0 |      | 1.0 | 1.0 | 2.0  | 0.0 | 0.0 | 0.0 | 1.0 | 2.0 | 2.0  |
| 15 | Jan van Breda Kolff | 30   | 41 | 0  | 11.0 | 1.0 | 2.0  | .500 | 0.0 | 0.0 | .000 | 1.5 | 1.9 | .816 | 0.4 | 0.8 | 1.2  | 0.8 | 0.3 | 0.3 | 0.7 | 1.5 | 3.5  |
| 16 | Ray Tolbert         | 23   | 12 | 0  | 9.6  | 1.7 | 3.7  | .455 | 0.0 | 0.1 | .000 | 0.3 | 0.7 | .500 | 0.9 | 1.3 | 2.3  | 0.7 | 0.3 | 0.2 | 1.0 | 1.6 | 3.7  |

## Galardones y récords
| Jugador       | Galardón                                                              |
| Buck Williams | Rookie del Año de la NBA Mejor quinteto de rookies de la NBA All-Star |